# Federico Baráibar
Federico Baráibar y Zumárraga (Vitoria, 1851-25 de febrero de 1918) fue un escritor, helenista, profesor, traductor, etnólogo y político español, que entre otros cargos fue el primer alcalde de su ciudad en el siglo XX (de 1897 a 1902). 
Estudio Filosofía y Letras en su Vitoria natal y Derecho en Zaragoza. En cuanto a su faceta política también fue presidente de la Diputación Foral de Álava, y como profesor y escritor fue presidente del Ateneo de Vitoria y director del Instituto de Vitoria
En homenaje a él una calle de su ciudad tiene su nombre, al igual que un instituto.

## Obra
La mayor parte de sus aportaciones etnográficas tienen como motivo el entorno vasco, especialmente su provincia, Álava, siendo numerosas e importantes sus aportaciones dentro de los campos de la Arqueología y el inventario de voces populares y términos propios de la lengua española en Álava.
También hizo labores de traductor al español de obras griegas (entre ellas la Odisea), latinas, e incluso del francés, italiano y del catalán.
Entretanto colaboró en la Revista Internacional de Estudios Vascos y otras publicaciones y pronunció importantes discursos sobre obras clásicas (Elogio fúnebre de Cervantes, 1875) o historia (Una hoja de la historia oscura de Alava durante el Imperio romano, 1882).